# José Carlos Garcia Leal
José Carlos Garcia Leal (født 15. juli 1980) er en tidligere brasiliansk fodboldspiller.